# Atletismo nos Jogos Pan-Americanos de 1963 - 5000 m masculino
A prova dos 5000 m masculino nos Jogos Pan-Americanos de 1963 foi realizada em São Paulo, Brasil.

## Medalhistas
| Ouro                         | Prata                            | Bronze                       |
| Osvaldo Suárez ARG Argentina | Charles Clark USA Estados Unidos | Bob Schul USA Estados Unidos |

## Resultados
| Posição           | Nome                 | Nacionalidade      | Tempo    | Notas |
| ----------------- | -------------------- | ------------------ | -------- | ----- |
| Medalha de ouro   | Osvaldo Suárez       | ARG Argentina      | 14:25.81 |       |
| Medalha de prata  | Charles Clark        | USA Estados Unidos | 14:27.16 |       |
| Medalha de bronze | Bob Schul            | USA Estados Unidos | 14:29.21 |       |
| 4                 | Doug Kyle            | CAN Canadá         | 14:30.80 |       |
| 5                 | Eligio Galicia       | MEX México         | 14:37.81 |       |
| 6                 | Ricardo Vidal        | CHI Chile          | 14:40.87 |       |
| 7                 | Alberto Ríos         | ARG Argentina      | 15:03.77 |       |
| 8                 | Albertino Etchechury | URU Uruguai        | 15:11.76 |       |